# Václav Sůra
Václav Sůra (* 14. července 1965) je český cestovatel a dokumentarista. Při svých cestách se specializuje na polární kraje či oblast Sibiře. Prošel mimo jiné části Grónska, jezero Bajkal a prošel Špicberky. V roce 2005 došel jako čtvrtý Čech v historii na severní pól. Je uznávaným odborníkem na táboření v extrémních podmínkách.

## Uskutečněné výpravy
Václav Sůra uspořádal za posledních několik let několik výprav do severních krajů.
- 2016 – přechod jezera Chövsgöl v severním Mongolsku jako první na světě
- 2015 – Svalbard
- 2013 – Pól chladu (jarní Sibiř), spolu s Petrem Horkým
- 2011 – Expedice Severní pól
- 2010 – Expedice Bergans Bajkal 2010, přechod jezera Bajkal, film oceněn na Mezinárodním festivalu outdoorových filmů
- 2008 – Špicberky „Ny Alesund 2008 pocta Františku Běhounkovi“
- 2005 – Expedice severní pól
- 2000 – Grónsko – do nejseverněji obydlené oblasti (Siorapaluk)
- 1999 – Grónsko s 9letou dcerou
- 1998 – Špicberky – přechod na východní pobřeží a zpět
- 1997 – Špicberky

## Dílo
- Krokem, jezerem, ledem, 2010, režie Radko Jurásek
- Ny Alesund 2008, 2008, režie Miloslav Doležal
- Severní pól 2005, 2005, MILD production, režie Miloslav Doležal
- Arktické dobrodružství, 1998, 2. díly
- Ego, 1998, režie

## Galerie

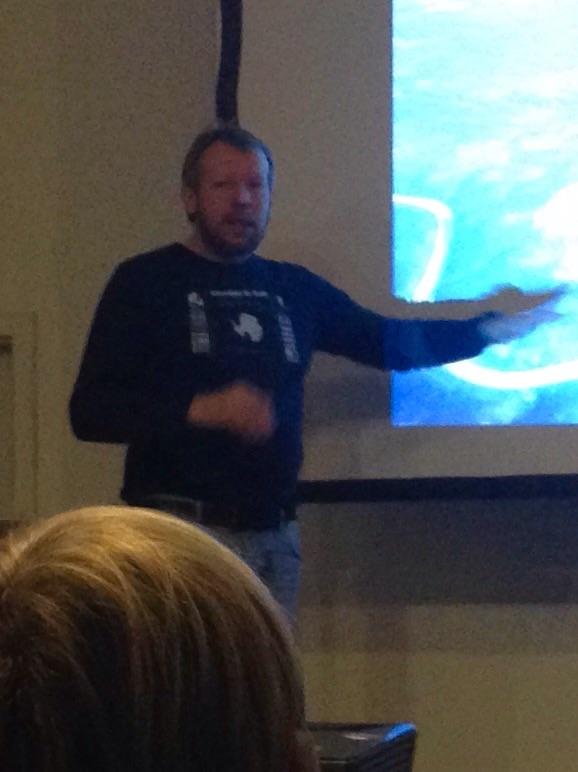
Václav Sůra - mentor
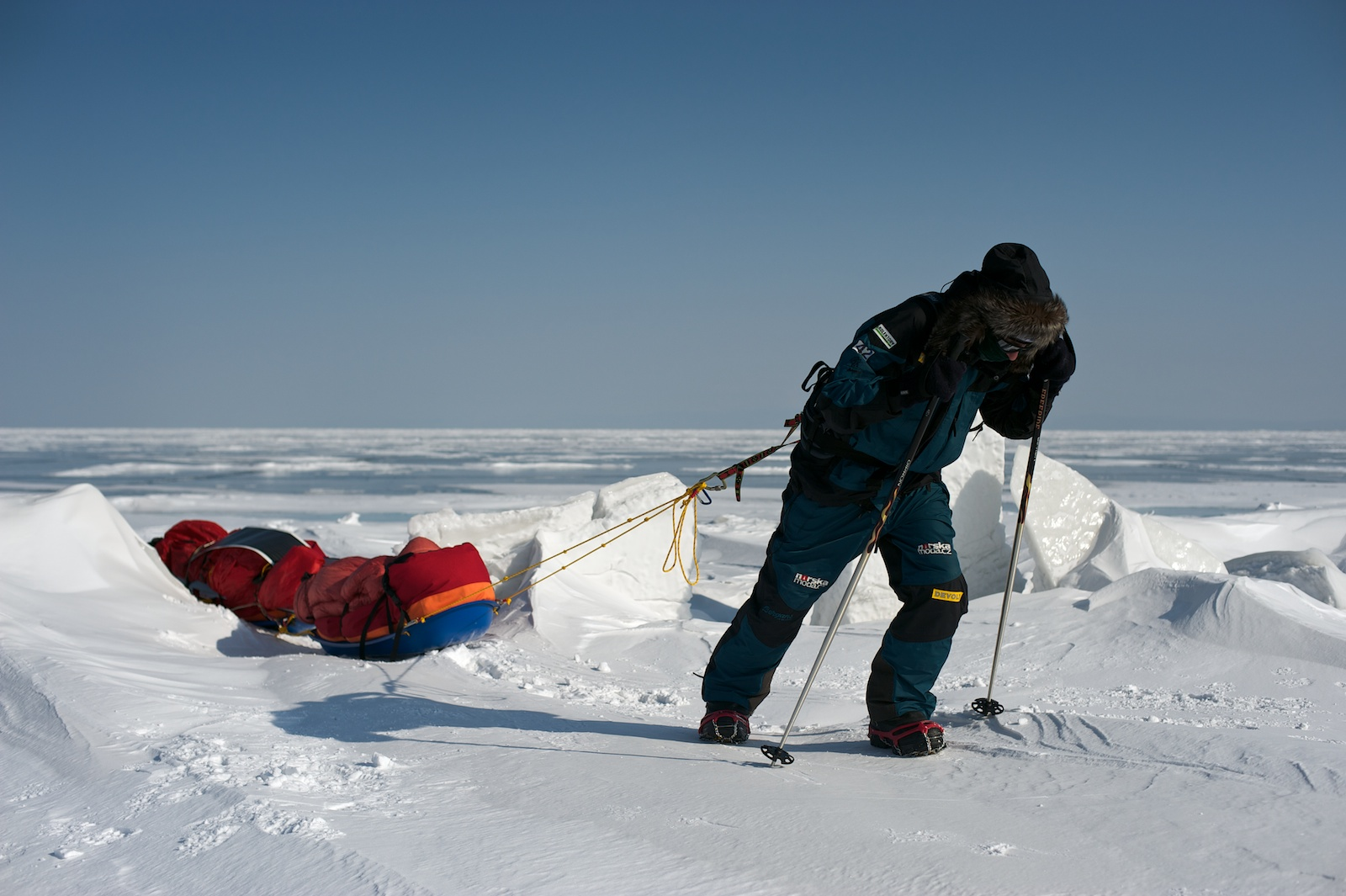
Na výpravě
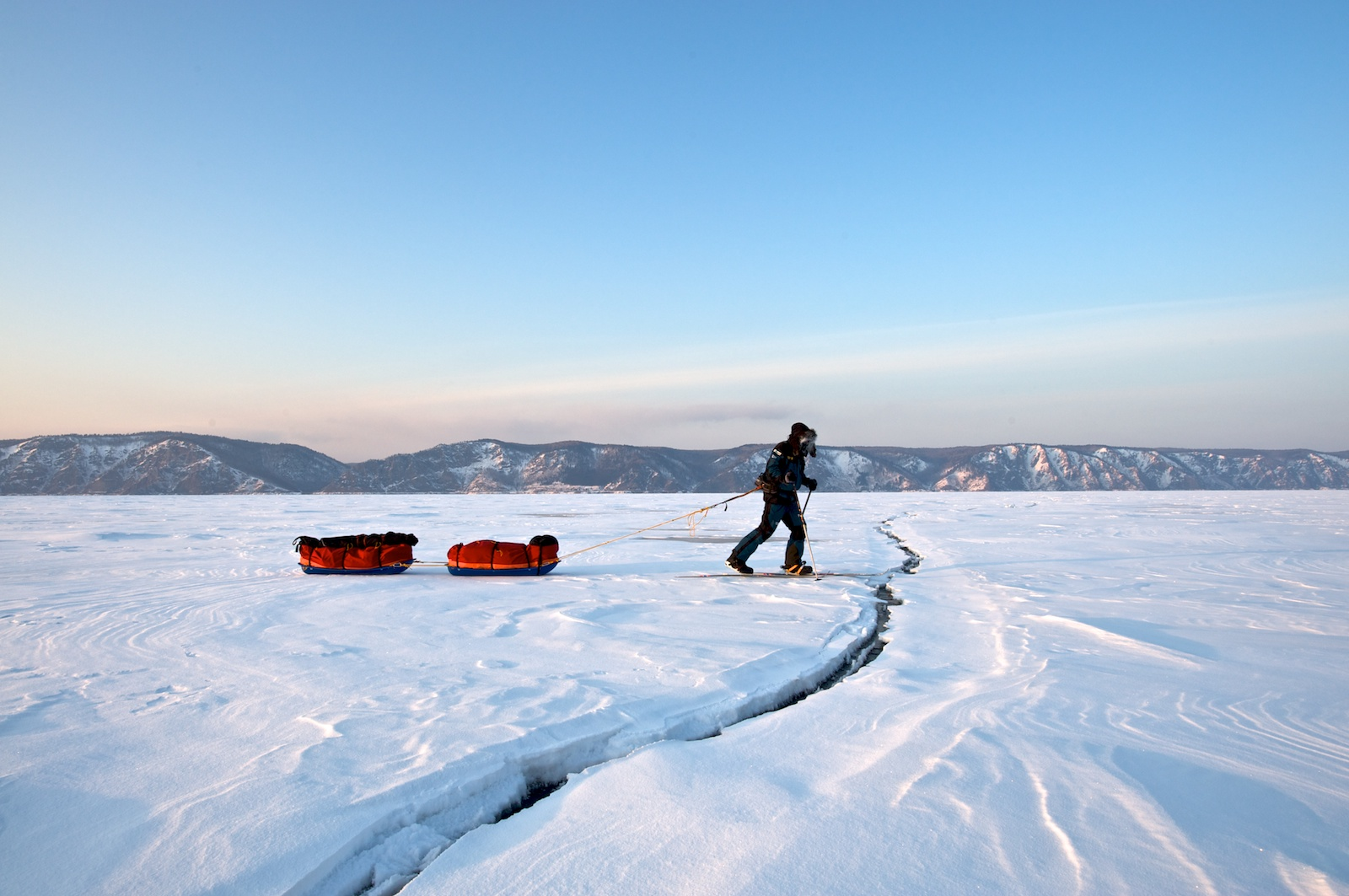
První český přechod Bajkalu